# Драфт НБА 1986 года
Драфт НБА 1986 года прошёл 17 июня в «Фелт Форум» (Нью-Йорк, США).
Этому драфту принадлежит рекорд по количеству игроков, которые позже играли в НБА, их количество составило 66. Драфт сопровождали различные проблемы, связанные с наркотиками. Наиболее заметной была смерть от передозировки кокаина высоко оцениваемого Лена Байаса через два дня после того, как он был выбран под вторым номером действующим чемпионом «Бостон Селтикс». Также из-за наркотиков и алкоголя не удались карьеры в НБА у Криса Уошберна, Роя Тарпли и Уильяма Бедфорда.
Карьеры игроков, выбранных в первом раунде драфта, в основном не были успешными, в то время как, второй раунд дал лиге ряд талантливых исполнителей. Деннис Родман стал сильнейшим защитником, одним из лучших по подборам в истории НБА и был введён в Зал славы баскетбола в августе 2011 года. Марк Прайс, Кевин Дакуорт и Джефф Хорнасек имели успешные карьеры, и каждый из них участвовал в Матче всех звёзд. Также можно отметить Джонни Ньюмена, Нейта МакМиллана и Дэвида Уингейта, которые были ведущими игроками в своих командах.
Этот драфт примечателен двумя европейскими игроками, которым в их заокеанской карьере помешали необычные причины. Выбранный в третьем раунде, Дражен Петрович к своему четвёртому сезону в НБА достиг уровня игрока звёздного калибра, но его жизнь трагически оборвалась в автомобильной аварии в 1993 году. Позже он был включён в Зал славы баскетбола и Зал славы ФИБА. Другой игрок — это Арвидас Сабонис, которому не было разрешено играть в НБА из-за натянутого политического климата между СССР и Соединёнными Штатами. Причём, это был уже второй драфт Сабониса — в 1985 году его выбрала «Атланта Хокс», но результаты были аннулированы по причине молодости Арвидаса. Он выиграл две олимпийские медали до дебюта в НБА — золото в 1988 году с СССР и бронзу в 1992 году с Литвой. В 1989 году Сабонису позволили уехать из СССР, но вместо НБА, он отправился в Европу, и присоединился к выбравшему его «Портленд Трэйл Блэйзерс» лишь в 1995 году в 31-летнем возрасте, уже имея проблемы с коленом и ахилловым сухожилием. По итогом первого же сезона Арвидас занял второе место по итогам голосования за звание Лучшего шестого игрока и Новичка года. Сабонис введён в Зал славы ФИБА в 2010 году и в Зал славы баскетбола в 2011 году.
Этот драфт также выделяется количеством игроков, внесших важный вклад в баскетбол за пределами площадки. Например, Нейт МакМиллан принёс много помощи «Сиэтл Суперсоникс» в качестве игрока, а затем в качестве главного тренера и до сих пор работает в качестве тренера в НБА. Скотт Скайлз стал первым тренером, выведшим «Чикаго Буллз» в плей-офф в «пост-джордановскую» эпоху. Ларри Кристковяк был главным тренером «Милуоки Бакс» и в NCAA. Джон Сэлли выиграл четыре чемпионских перстня с тремя разными командами, прежде чем стать одним из ведущих спортивного шоу на Fox Sports Network. Марк Прайс был помощником главного тренера в NCAA, а также консультантом по броскам в некоторых командах НБА, а в декабре 2011 года был назван лучшим тренером по развитию игроков в «Орландо Мэджик». Джефф Хорнасек два сезона был ассистентом главного тренера «Юта Джаз», прежде чем стать главным тренером «Финикс Санз». Пит Майерс был помощником главного тренера «Чикаго Буллз» и «Голден Стэйт Уорриорз». Джим Лес был помощником тренера в женской НБА и главным тренером в NCAA.
Джей Билас, выбранный в пятом раунде под 108-м номером, но никогда не игравший в НБА, является баскетбольным аналитиком на ESPN.

## Драфт

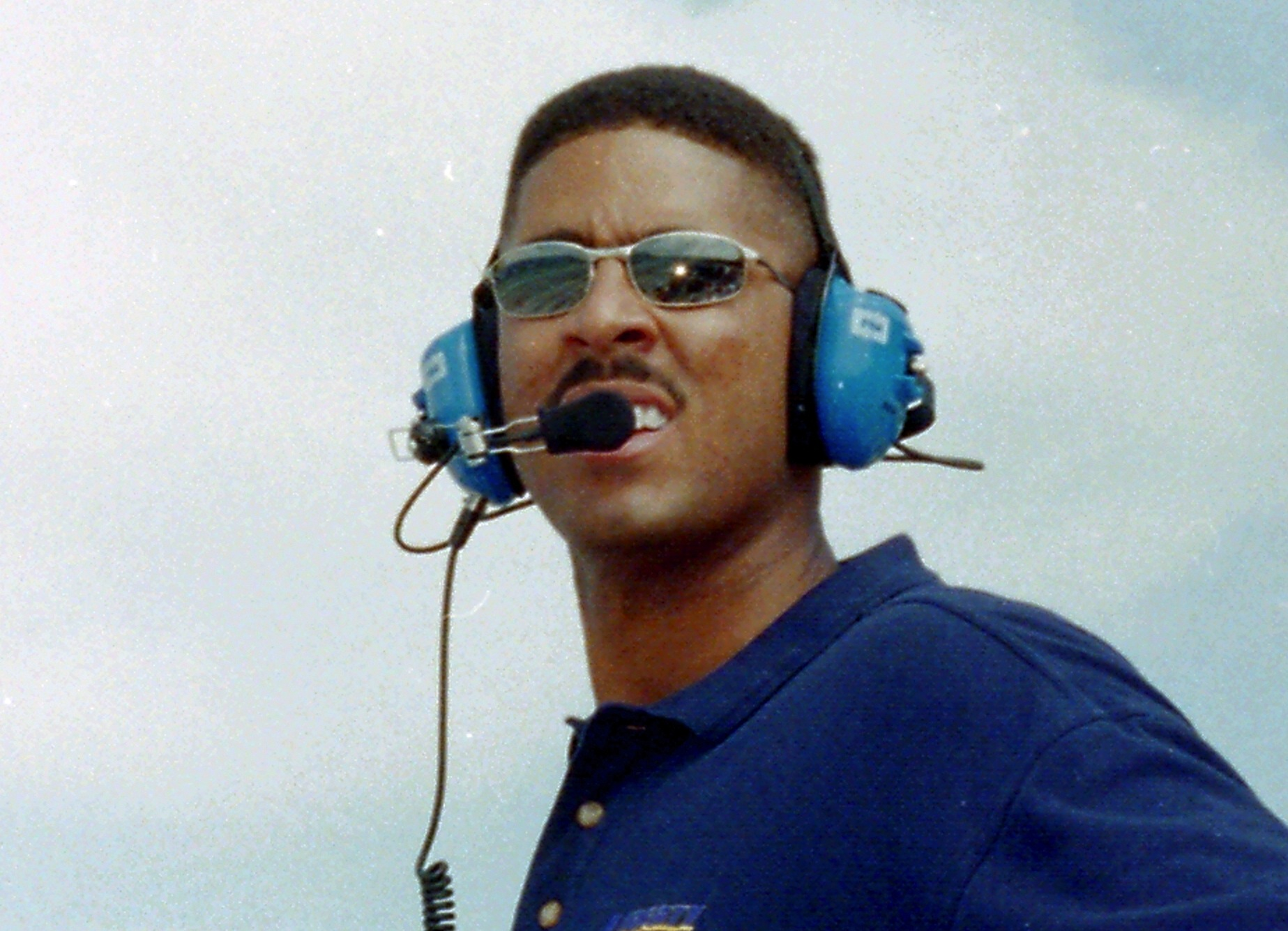
Брэд Догерти, 1-й номер драфта

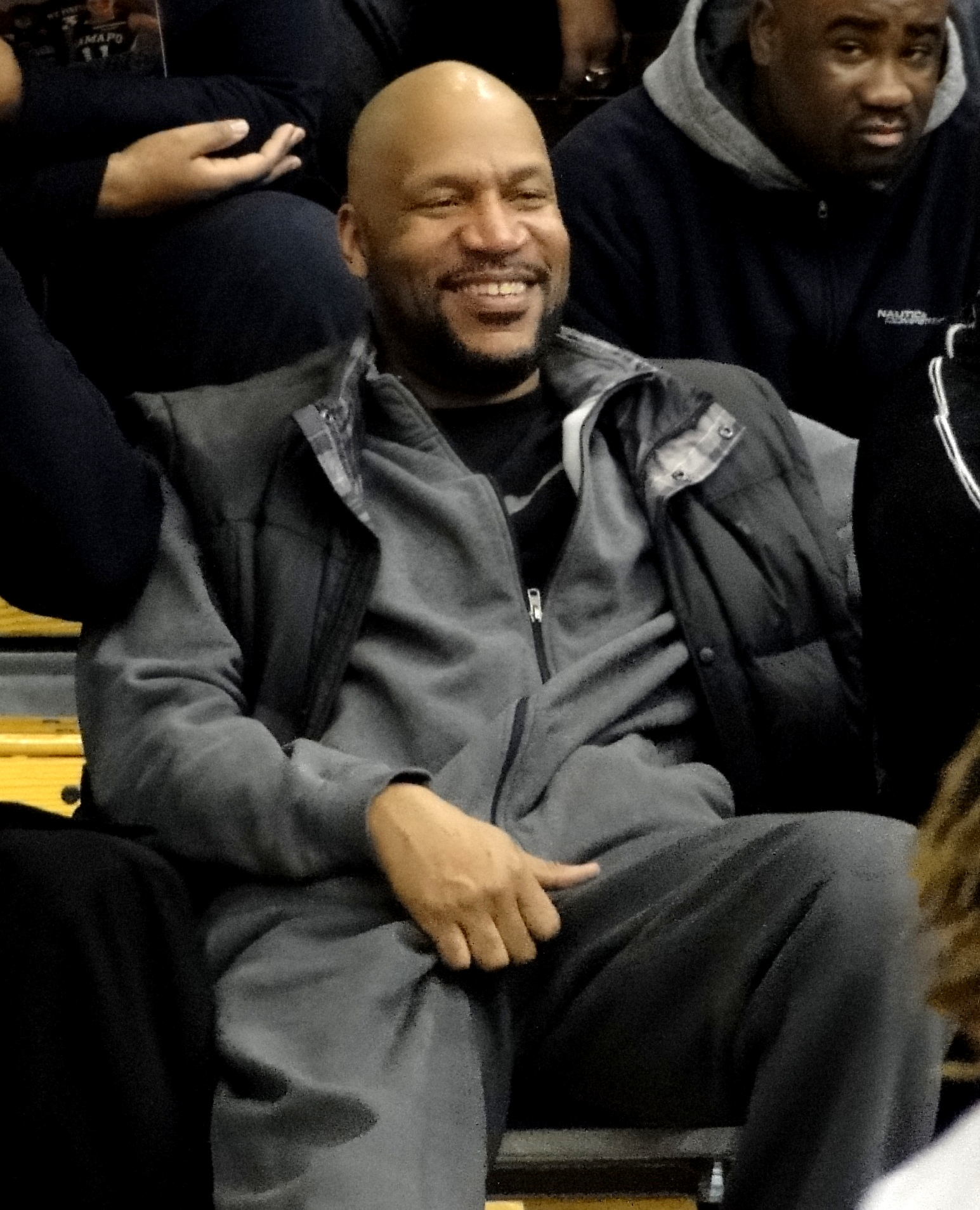
Рон Харпер, 8-й номер драфта

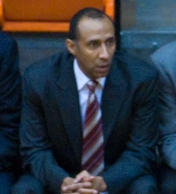
Джонни Доукинс, 10-й номер драфта

Арвидас Сабонис, 24-й номер драфта

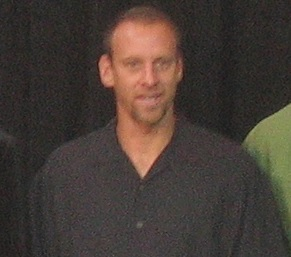
Ларри Кристковяк, 28-й номер драфта

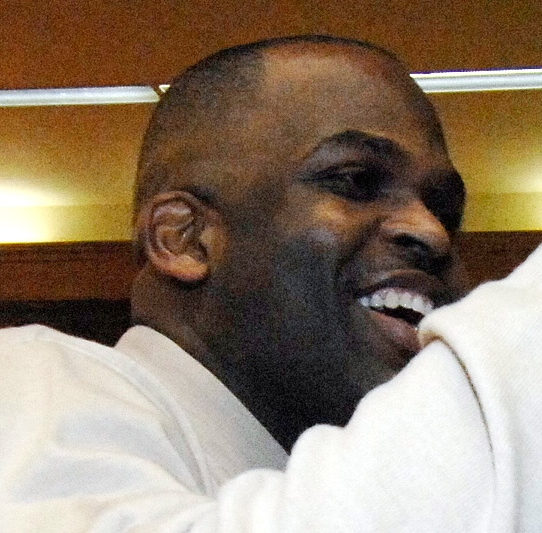
Нейт МакМиллан, 30-й номер драфта

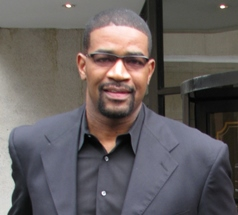
Отис Смит, 41-й номер драфта

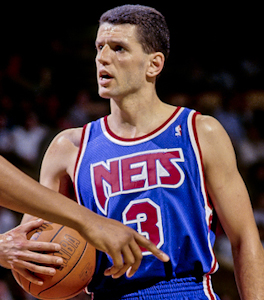
Дражен Петрович, 60-й номер драфта

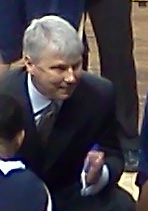
Джим Лес, 70-й номер драфта

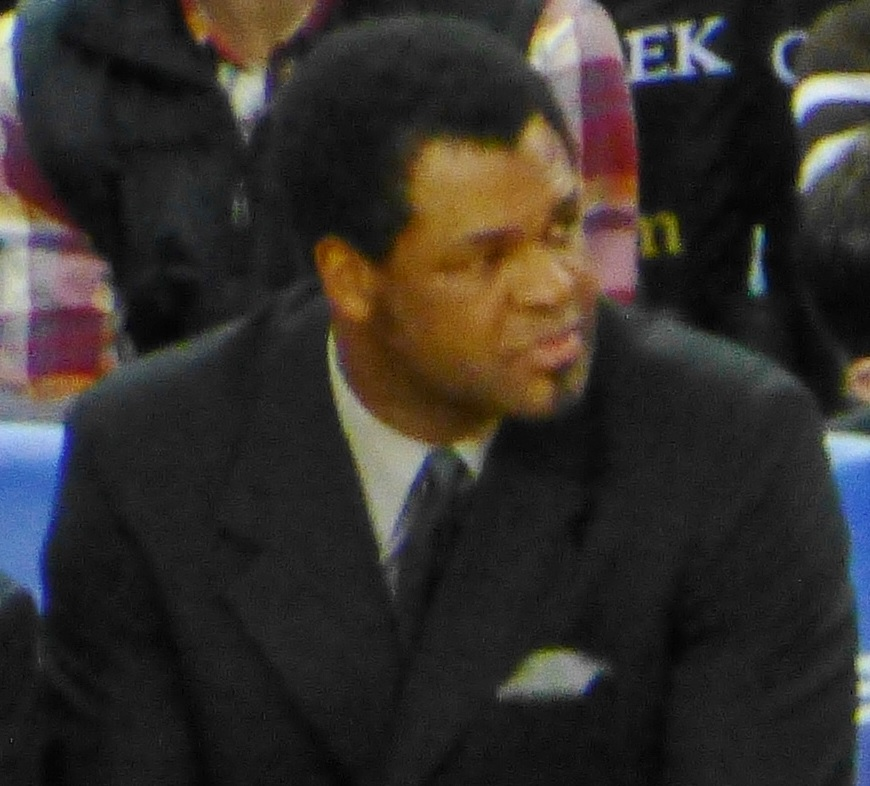
Пит Майерс, 120-й номер драфта

| З | Защитник | РЗ | Разыгрывающий защитник | АЗ | Атакующий защитник | Ф | Форвард | ЛФ | Лёгкий форвард | ТФ | Тяжёлый форвард | Ц | Центровой |

|  | Игроки, выбранные в Зал славы баскетбола                   |
|  | Участники Матча всех звёзд и игроки сборной всех звёзд НБА |
|  | Участники Матча всех звёзд                                 |
|  | Игроки сборной всех звёзд                                  |
|  | Баскетболисты, не игравшие в НБА                           |

| Раунд | № драфта | Игрок             | Позиция | Национальность       | Команда НБА                                                 | Школа/Университет/Клуб                     |
| ----- | -------- | ----------------- | ------- | -------------------- | ----------------------------------------------------------- | ------------------------------------------ |
| 1     | 1        | Брэд Догерти      | Ц       | США                  | Кливленд Кавальерс (из «Клипперс» через «Филадельфию»)      | Северная Каролина                          |
| 1     | 2        | Лен Байас         | ЛФ      | США                  | Бостон Селтикс (из «Сиэтла»)                                | Мэриленд                                   |
| 1     | 3        | Крис Уошберн      | Ц       | США                  | Голден Стэйт Уорриорз                                       | Северная Каролина Стэйт                    |
| 1     | 4        | Чак Персон        | ЛФ      | США                  | Индиана Пэйсерс                                             | Оберн                                      |
| 1     | 5        | Кенни Уокер       | ЛФ      | США                  | Нью-Йорк Никс                                               | Кентукки                                   |
| 1     | 6        | Уильям Бедфорд    | Ц       | США                  | Финикс Санз                                                 | Мемфис                                     |
| 1     | 7        | Рой Тарпли        | Ц       | США                  | Даллас Маверикс (из «Кливленда»)                            | Мичиган                                    |
| 1     | 8        | Рон Харпер        | ЛФ      | США                  | Кливленд Кавальерс                                          | Майами (Огайо)                             |
| 1     | 9        | Брэд Селлерс      | Ц       | США                  | Чикаго Буллз                                                | Огайо Стэйт                                |
| 1     | 10       | Джонни Доукинс    | РЗ      | США                  | Сан-Антонио Спёрс                                           | Дьюк                                       |
| 1     | 11       | Джон Сэлли        | ТФ      | США                  | Детройт Пистонс (из «Сакраменто»)                           | Джорджия Тех                               |
| 1     | 12       | Джон Уильямс      | ТФ      | США                  | Вашингтон Буллетс                                           | Л-С-Ю                                      |
| 1     | 13       | Дуэйн Вашингтон   | РЗ      | США                  | Нью-Джерси Нетс                                             | Сиракьюс                                   |
| 1     | 14       | Уолтер Берри      | ЛФ/ТФ   | США                  | Портленд Трэйл Блэйзерс                                     | Сент-Джонс                                 |
| 1     | 15       | Делл Карри        | АЗ/ЛФ   | США                  | Юта Джаз                                                    | Виргиния Тех                               |
| 1     | 16       | Морис Мартин      | ЛФ      | США                  | Денвер Наггетс (из «Далласа»)                               | Сент-Джозефс                               |
| 1     | 17       | Харольд Прессли   | ЛФ      | США                  | Сакраменто Кингз (из «Детройта»)                            | Вилланова                                  |
| 1     | 18       | Марк Алари        | ТФ      | США                  | Денвер Наггетс                                              | Дьюк                                       |
| 1     | 19       | Билли Томпсон     | ЛФ      | США                  | Атланта Хокс                                                | Луисвилл                                   |
| 1     | 20       | Бак Джонсон       | ЛФ      | США                  | Хьюстон Рокетс                                              | Алабама                                    |
| 1     | 21       | Энтони Джонс      | ЛФ      | США                  | Вашингтон Буллетс (из «Филадельфии»)                        | Ю-Н-Л-Ви                                   |
| 1     | 22       | Скотт Скайлз      | РЗ      | США                  | Милуоки Бакс                                                | Мичиган Стэйт                              |
| 1     | 23       | Кен Барлоу        | ТФ      | США                  | Лос-Анджелес Лейкерс                                        | Нотр-Дам                                   |
| 1     | 24       | Арвидас Сабонис   | Ц       | СССР · Литва         | Портленд Трэйл Блэйзерс (из «Бостона» через «Клипперс»)     | Жальгирис (Чемпионат СССР)                 |
| 2     | 25       | Марк Прайс        | РЗ      | США                  | Даллас Маверикс, обменян в день драфта в Кливленд Кавальерс | Джорджия Тех                               |
| 2     | 26       | Грег Дрейлинг     | Ц       | США                  | Индиана Пэйсерс                                             | Канзас                                     |
| 2     | 27       | Деннис Родман     | ТФ      | США                  | Детройт Пистонс                                             | Юго-Восточная Оклахома Стэйт               |
| 2     | 28       | Ларри Кристковяк  | ТФ      | США                  | Чикаго Буллз                                                | Монтана                                    |
| 2     | 29       | Джонни Ньюмен     | ЛФ      | США                  | Кливленд Кавальерс                                          | Ричмонд                                    |
| 2     | 30       | Нейт МакМиллан    | РЗ      | США                  | Сиэтл Суперсоникс                                           | Северная Каролина Стэйт                    |
| 2     | 33       | Кевин Дакуорт     | Ц       | США                  | Сан-Антонио Спёрс                                           | Восточный Иллинойс                         |
| 2     | 34       | Джонни Роджерс    | ТФ      | США · Испания        | Сакраменто Кингз                                            | Калифорнийский университет в Ирвайне       |
| 2     | 35       | Милт Вагнер       | АЗ      | США                  | Даллас Маверикс                                             | Луисвилл                                   |
| 2     | 37       | Панайотис Фасулас | Ц       | Греция               | Портленд Трэйл Блэйзерс                                     | Северная Каролина Стэйт                    |
| 2     | 40       | Августо Бинелли   | Ц       | Италия               | Атланта Хокс                                                | Виртус (Болонья) (Серия А)                 |
| 2     | 44       | Дэвид Уингейт     | АЗ      | США                  | Филадельфия Севенти Сиксерс                                 | Джорджтаун                                 |
| 2     | 46       | Джефф Хорнасек    | АЗ      | США                  | Финикс Санз                                                 | Айова Стэйт                                |
| 3     | 55       | Кенни Гаттисон    | ТФ      | США                  | Финикс Санз                                                 | Старый Доминион                            |
| 3     | 57       | Брюс Дуглас       | АЗ      | США                  | Сакраменто Кингз                                            | Иллинойс                                   |
| 3     | 60       | Дражен Петрович   | АЗ      | Югославия · Хорватия | Портленд Трэйл Блэйзерс                                     | Цибона (Чемпионат Югославии)               |
| 3     | 66       | Энтони Боуи       | АЗ      | США                  | Хьюстон Рокетс                                              | Оклахома                                   |
| 3     | 70       | Джим Лес          | РЗ      | США                  | Атланта Хокс                                                | Брэдли                                     |
| 4     | 89       | Коннер Анри       | АЗ      | США                  | Хьюстон Рокетс                                              | Калифорнийский университет в Санта-Барбаре |
| 6     | 120      | Пит Майерс        | З/ЛФ    | США                  | Чикаго Буллз                                                | Арканзас Литтл-Рок                         |
| 6     | 134      | Александр Волков  | Ц       | СССР · Украина       | Атланта Хокс                                                | Строитель (Киев) (Чемпионат СССР)          |

## Известные игроки не выбранные на драфте
Следующие игроки не были выбраны на драфте 1986 года, но однако, позже играли в НБА.
| Игрок           | Позиция | Национальность       | Школа/Университет/Клуб |
| --------------- | ------- | -------------------- | ---------------------- |
| Роберт Роуз     | АЗ      | США                  | Джордж Мейсон          |
| Андре Спенсер   | ЛФ      | США                  | Северная Аризона       |
| Кельвин Апшоу   | АЗ      | США                  | Юта                    |
| Стоян Вранкович | Ц       | Югославия · Хорватия | Задар (А1 Лига)        |